# Baermoorente
Die Baermoorente (Aythya baeri), auch Schwarzkopf-Moorente oder Baerente  genannt, ist eine relativ wenig bekannte Tauchente aus der Familie der Entenvögel. Sie gleicht weitgehend der Moorente. Die Baermoorente besitzt allerdings einen weitaus größeren Schnabel. Ihr Verbreitungsgebiet ist ein kleines Gebiet in Ostasien. Die Art gilt als stark gefährdet. Genaue Bestandszahlen dieser Ente sind nicht bekannt. Im Jahre 2008 schätzte BirdLife International die Populationsgröße auf weniger als 5.000 Individuen.
Ihr Name verweist auf den deutsch-baltischen Naturforscher Karl Ernst von Baer.

## Merkmale
Baermoorenten werden 41 bis 46 cm lang. Das Männchen hat einen grün glänzenden Kopf, eine braune Brust, einen dunkelgrauen Rücken und braune Flanken, nach denen der weiße Bauch streifig ausgreift. Der Schnabel ist blaugrau und wird vor dem schwarzen Nagel etwas heller. Die Iris ist strohgelb bis weiß. Im Ruhekleid ist beim Erpel die schwarzbraune Kopf-Hals-Partie glanzlos. Das Rumpfgefieder ist stumpf graubraun übertont. Die Flanken wirken gleichfalls eingedunkelt und die Schnabelfärbung nimmt ein dunkleres Blaugrau an. Die Iris ist auch im Ruhekleid unverändert strohgelb bis weiß.
Das Weibchen ist von graubrauner Farbe und weist im Gefieder keine auffälligen Unterschiede zu anderen Moorentenweibchen auf. Sie lässt sich vor allem anhand der Größe und dem klobig wirkenden Schnabel von anderen Moorentenweibchen unterscheiden. Ihr Schnabel ist dunkelgrau. Die Iris ist dunkelbraun. 
Junge Baermoorenten ähneln unabhängig vom Geschlecht dem Weibchen. Ihr dunkelbraunes Kopf- und Rumpfgefieder ist glanzlos. Die hellen Bauchseiten sind noch dicht mit graubraunen Federn durchsetzt. Die Flanken sind nur im unteren Teil heller.
Im Flug zeigen beide Geschlechter ein auffälliges weißes Flügelband sowie helle Unterflügel und einen hellen Bauch.

## Verbreitung und Lebensraum

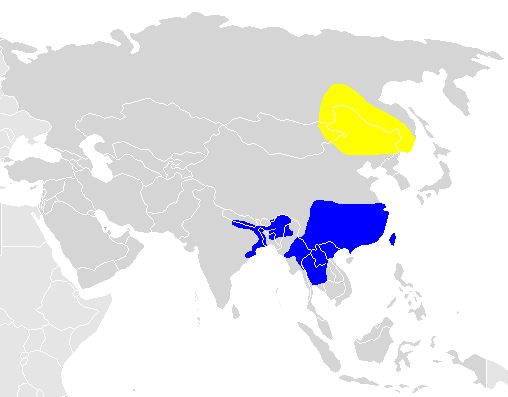
Verbreitung der Baermoorente:
Brutgebiete
Überwinterungsgebiete

Die Baermoorente brütet im Amur-Gebiet Russlands und in der Mandschurei an Seen und Feuchtgebieten im Grasland. Zum Brutgebiet gehören vermutlich auch noch Nordkorea und der Osten der Mongolei. Das Brutgebiet ist insgesamt disjunkt. Die Brutplätze finden sich jedoch generell an Gewässern im Bereich kontinental-sommerwarmer Regionen. Die Ente präferiert flach auslaufende Seen in offenen Landschaften und meidet Gewässer in Waldregionen. Brutgewässer weisen einen weiten Schilf- und Riedgürtel auf, in denen vereinzelte Wasserflächen offen sind.  Im Winter zieht die Baermoorente nach Japan, Thailand, Burma, Assam und Bangladesch. Einzelne Baermoorenten erreichen auch den Nordosten Indiens und überwintern dort. Der größte Teil der Population überwintert jedoch im Osten Chinas. Wahrscheinlich gibt es nur noch weniger als 10.000 Tiere bei abnehmendem Bestand.
Im Winterhalbjahr kommt die Baermoorente überwiegend in ähnlichen Lebensräumen wie während der Fortpflanzungszeit vor. Sie ist jedoch dann auch an Brackwasserlagunen, in Flussmündungen und Staugewässern zu finden. Auf dem Zug folgen Baermoorenten überwiegend den Flussläufen. Sie sind während des Zuges auch an schnellfließenden Flussabschnitten anzutreffen.

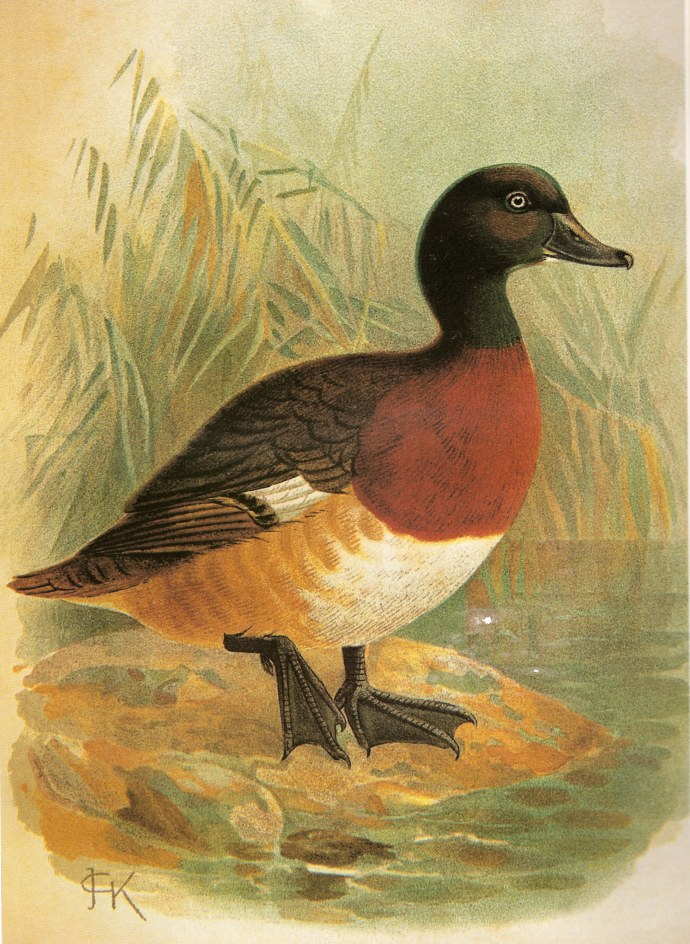
Zeichnung einer Baermoorente

## Verhalten
Die Baermoorente präferiert als Brutgebiet Seen in einem flachen, vegetationsreichen Gelände. Außerhalb der Brutzeit versammelt sie sich in kleinen Schwärmen, während sie in der Brutzeit nur paarweise oder in kleinen Familienverbänden zu sehen ist. Die Ernährungsweise der Baermoorente ist bislang unzureichend erforscht. Sie frisst aber sowohl pflanzliches als auch tierisches Material, das sie vermutlich hochtaucht. In einigen Regionen ist Reis eine wichtige Nahrungspflanze der Baermoorente.
Baermoorenten erreichen ihr Brutgebiet bereits verpaart. Die Rückkehr findet frühestens Mitte März statt und kann sich bis Mitte Mai hinziehen. Die meisten Rückkehrer treffen während des Aprils in ihren Brutgebieten ein. Die Nester werden im dichten Schilfgürtel errichtet. Baermoorenten brüten jedoch auch in Möwenkolonien. Bei den Nestern handelt es sich um kompakte Bauten aus Pflanzen der Nestumgebung. Die Nistmulde wird mit mittelgrauen Nestdunen ausgelegt. Die Eiablage erfolgt vom späten Mai bis Anfang Juni. Das Gelege besteht aus 10 gelbgrauen Eiern. Sie werden 27 Tage bebrütet.

## Haltung in Europa
Baermoorenten gelangen bislang nur sehr selten nach Europa. Um die Wende in das 20. Jahrhundert wurden Baermoorenten im Zoo von London gehalten. Die Erpel zeigten dort zwar Balzverhalten. Es fand jedoch keine Eiablage statt. Der britische Wildfowl and Wetlands Trust erhielt zu Beginn der 1960er Jahre Baermoorentenpaare und züchtete erstmals im Jahre 1964 mit dieser Entenart. Zuchten gelangen auch in den USA und bei europäischen Züchtern. Vermutlich auf Grund von Inzuchtdepressionen war die Fortpflanzungsrate gering. Erst gegen Ende der 1980er Jahre gelangten erneut Baermoorenten in westliche Haltung. Mit diesen Enten konnte erfolgreich gezüchtet werden. Allerdings besteht bei dieser Art grundsätzlich das Problem, dass nur sehr wenige und überwiegend nah verwandte Individuen in westlicher Haltung existieren.